# Nana Eikura
Nana Eikura (榮倉奈々, Eikura Nana), née le 12 février 1988 à Kagoshima, au Japon est une actrice et mannequin japonaise.

## Biographie
Nana Eikura débute comme mannequin en 2002, apparaissant dans de nombreux magazines de modes et campagnes publicitaires. 
En parallèle, elle commence à tourner pour le cinéma et la télévision en 2004, et décroche rapidement des premiers rôles. À partir de 2005, elle anime en parallèle une émission de radio, Girls Locks! sur Tokyo FM (en), qu'elle arrêtera en septembre 2010. En 2006, elle joue le rôle principal d'une série télévisée (ou drama), Dandori -Dance Drill-, et en 2007 elle est tête d'affiche de quatre films au cinéma, dont Boku wa imōto ni koi wo suru. Elle joue ensuite les rôles titres des dramas Hitomi en 2008 et Mei-chan no Shitsuji en 2009, et elle remporte la même année un grand succès au box-office japonais en tant que vedette du film April Bride,.  

## Filmographie

### Cinéma
- 2004 : Space Police
- 2007 : Boku wa imōto ni koi wo suru
- 2007 : Lemon no koro
- 2007 : Shibuyaku maruyamacho
- 2007 : Awa dance
- 2009 : April Bride (余命1ヶ月の花嫁, Yomei ikkagetsu no hanayome?) de Ryūichi Hiroki : Chie Nagashima
- 2011 : Nobo no shiro
- 2011 : Tokyo Park (東京公園, Tōkyō kōen?) de Shinji Aoyama : Miyu Tominaga
- 2012 : Toshokan sensō
- 2014 : Watashi no Hawaii no arukikata : Minori Oyamada
- 2015 : Otoko no isshō : Tsuguli Dozono

### Drama
- 2004 : Jiiji - Mago to ita natsu
- 2005 : Jiiji II - Mago to ita natsu
- 2005 : Kiken na Aneki (en)
- 2006 : Dandori -Dance Drill-
- 2007 : Operation Love (en) (Proposal daisakusen)
- 2007 : Maison ikkoku
- 2008 : Hitomi
- 2009 : Mei-chan no shitsuji
- 2010 : Nakanai to kimeta hi
- 2010 : Wagaya no rekishi

### Télévision
- 2007 : Honto ni atta kowai hanashi
- 2008 : Proposal daisakusen special
- 2010 : Zettai nakanai to kimeta hi - Kinkyuu special

## Distinctions
- 2010 : révélation de l'année aux Japan Academy Prize pour April Bride[3]